# Wheesung
Wheesung (coréen : 휘성, né Choi Whee-Sung, 최휘성, le 5 février 1982 et mort le 10 mars 2025) est un chanteur sud-coréen de R&B.

## Carrière
Wheesung commence sa carrière en 1999 avec le boys band coréen, A4. Il quitte le groupe après son premier album, en raison des différences musicales entre lui et les autres membres du groupe.
Il sort son premier album solo, Like A Movie en 2002. L'album devient très populaire, notamment après avoir fait l'objet des éloges d'artistes très connus comme Seo Tai-ji ou Shin Seung-hun (en). En 2003, il sort son second album, It's Real. Il sort ensuite cinq albums solo et collabore avec de nombreux artistes tels que Se7en, M-Flo, et Masta Wu.
Le contrat qu'il signe avec YG Entertainment expire en mars 2006; il est depuis sous Orange Shock. Il est cependant resté en bons termes avec sa première maison de disques.

### Discographie

#### VOL. 1: Like A Movie(4 avril 2002)
1. Intro
2. 떠나
3. ..안 되나요..
4. 전할 수 없는 이야기
5. 아직도..
6. 후애 (後愛)
7. 제발..
8. Interlude
9. You Are The Only One
10. 하늘에서..
11. Feel The Night
12. 악몽 (惡夢)
13. Magic Eye
14. Incomplete

#### VOL. 2: It's Real(21 août 2003)
1. Intro
2. Set me free
3. 다시 만난 날
4. I am missing you
5. With me
6. 사랑하지 않을 거라면
7. Player
8. 말을 해줘
9. Interlude
10. Dilemma
11. 미워하고 싶은데
12. Pretty lady
13. 미인
14. Angel
15. Outro
16. BONUS TRACK: Luz Control (Feat. Se7en & Lexy)

#### VOL. 3: For The Moment(18 octobre 2004)
1. Intro
2. 탈피
3. 누구와 사랑을 하다가
4. 내 눈물보다
5. 불치병 (Feat. Masta Wu)
6. 하나가 더해진 생일
7. Skit Part1. 박.갑.성 VS.삼오십오 (일산 집으로 가다가)
8. Corea new school 제비 스딸 (Feat. 1TYM Teddy)
9. 7days
10. 사랑은 (Feat. Big mama 이지영)
11. Skit Part2. 삼오십오 VS 박.갑.(광주여고로 가다가)
12. Clubbin' (Feat. Jinusean Jinu)
13. She's Beautiful
14. 일생을 (Remake)
15. Dear My friend (Feat. 이정, Wanted 하동균)
16. Outro
17. BONUS TRACK: It'z time (Thanx to Masta Wu)

#### VOL. 4: Love... Love...? Love...!(23 septembre 2005)
1. 가을에 내리는 눈
2. 일년이면
3. 울보
4. 하늘을 걸어서
5. Good-Bye Luv..
6. 하나 둘 셋 넷
7. 왜 나만
8. 날아가다
9. Luv Shine
10. 내가 너를 잊는다
11. 가
12. Morning
13. Too Hot
14. 사랑 한 장
15. 내 사람
16. 커다란..너무 커다란..
17. With Me (Mr)

#### VOL. 5: Eternal Essence of Music(4 septembre 2007)
1. Love Hero (Feat. J)
2. My Way
3. 사랑은 맛있다♡
4. 다쳐도 좋아
5. 차안남녀
6. 안녕히 계시죠
7. 어쩌다 보니 비밀
8. Savannah Woman (Feat. Verbal Jint)
9. 이런 시츄에이션
10. 만져주기 (Feat. Younha)
11. Tick Tock
12. 이별 앞에 서서
13. 벌
14. Against All Odds - Bonus Track

#### VOL. 6: With All My Heart And Soul(29 octobre 2008)
1. ReaLSlow gotta go again
2. 완벽한 남자
3. 별이 지다..
4. Interlude with 효리
5. Choco Luv
6. Prayer 4 Soul (feat. Lovelyn)
7. 나락 (奈落)
8. 별이 지다.. (Inst.)

#### Digital Single: OST '중천의 기억'(6 décembre 2006)
1. 손톱달